# Bewegungssensor

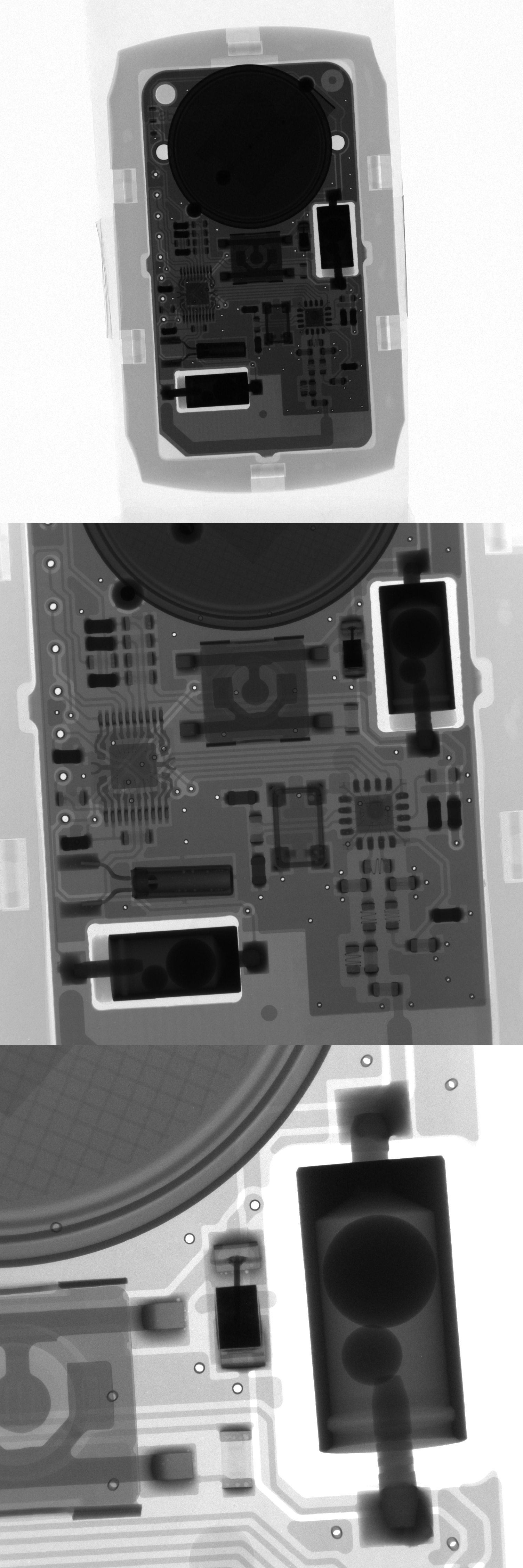
Röntgenaufnahmen eines Bewegungssensors eines Schlafphasenweckers. Unten Zoom auf einen der Sensoren mit zwei Metallkugeln.

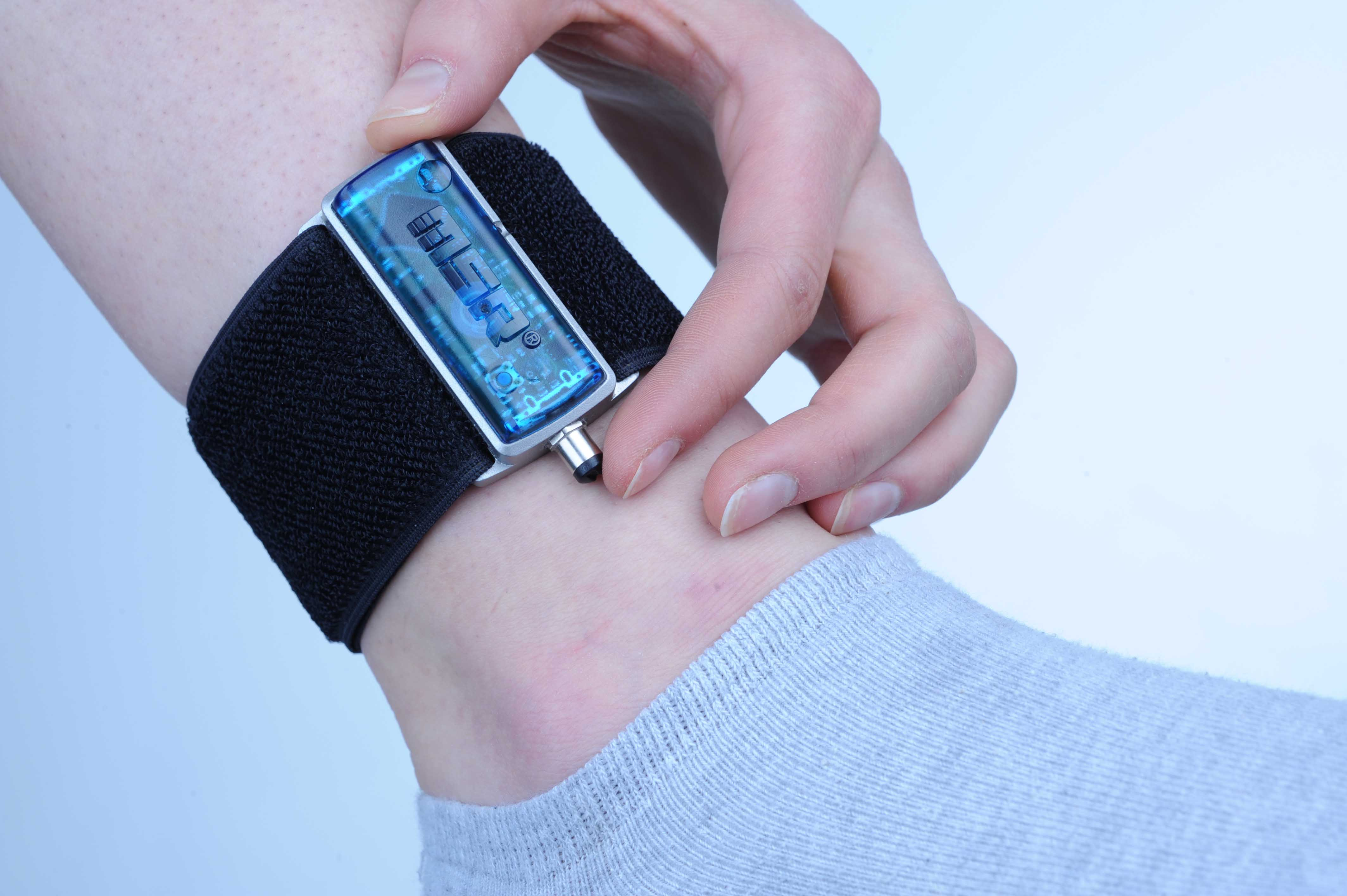
Fußfessel mit Datenlogger (MSR145), welcher einen integrierten Bewegungssensor enthält

Ein Bewegungssensor ist ein Bauteil, mit dem eine Lageänderung in eine elektrische Größe umgesetzt wird, die mit geeigneter Beschaltung ausgewertet werden kann. Im einfachsten Fall ist es ein elektrisch-mechanisches Bauteil, z. B. ein Neigungsschalter. Im Allgemeinen werden Bewegungen jedoch als Integration über die Messwerte eines Beschleunigungssensors errechnet, da es für die Messung von Beschleunigungen einfache und billige Sensoren gibt, und die Ergebnisse oft genauer sind.
Häufig werden auch Bewegungsmelder als Bewegungssensoren bezeichnet.

## Mechanismus
Die meisten Mechanismen detektieren die Lage des Sensors und schließen eine Bewegung aus einer Lageänderung.
- Ein oder mehrere bewegliche, leitfähige Körper können je nach Lage bzgl. der Gravitationskraft einen Kontakt am Anfang oder am Ende ihres Bewegungsraumes schließen oder einen elektrischen Impuls auslösen:
  - Eine Kugel kann an ein Ende einer Röhre rollen.
  - Ein auf der Kante stehendes Metallplättchen kann nach links oder rechts kippen.
  - usw.
- Ein Lot gibt die Richtung der Gravitationskraft an, eine Wasserwaage den Horizont oder ein Kreisel eine ursprüngliche Lage im Raum; bezogen auf diese können Winkelmesser die aktuelle Ausrichtung bestimmen.

Eine andere Methode ist die Erkennung einer Umweltveränderung mittels (optischer) Sensorik:
- Bewegungsmelder, Lichtschranke, Radar, Lidar
- Optische Maus
- nicht-optisch: Sonar, Ultraschallortung/-sensoren

Zum Teil wird eine Kombination rechtwinkelig angeordneter Bewegungssensoren verwendet, womit eine Lage(änderung) im 2- bzw. 3-Dimensionalen erfasst werden kann.

## Einsatz
Eingesetzt werden Bewegungssensoren unter anderem, um Energie zu sparen, wenn beispielsweise die Funktion eines elektronischen Gerätes nur während eines Bewegungsvorganges erforderlich ist und die Energieversorgung durch Akkumulatoren begrenzt ist. Ein Beispiel sind batteriebetriebene Fahrrad-Rücklichter, die sich erst bei Erschütterungen des Fahrrades einschalten. Weiterhin gibt es batteriebetriebene Alarmgeräte (Boxen oder Seilschlösser), die nach Scharfschalten auf Erschütterung akustisch und mit einem Funksignal reagieren.
Schlafphasenwecker wecken den Benutzer in einer Phase, in der er sich bewegt, deshalb genügen hier reine Erschütterungssensoren.
Bewegungssensoren werden auch bei Computerspielen eingesetzt. Siehe Gamecontroller#Bewegungssensoren.